# Black Cobra 2
Série Black Cobra
Black Cobra
(1987) Coup de main aux Philippines
(1990)
Pour plus de détails, voir Fiche technique et Distribution.
Black Cobra 2 est un film d'action et de blaxploitation italien d'Edoardo Margheriti, sorti en 1989.
C'est le second de la série de quatre films mettant en scène le détective Robert Malone. L'action est cette fois transposée aux Philippines.

## Synopsis
Le détective de Chicago, Robert Malone, est suspendu par la police pour violence excessive dans l'exercice de ses fonctions. Malone est alors muté aux Philippines où il doit prendre part à un échange entre agents avec Interpol. À son arrivée, il est dévalisé par un voleur qui emporte son portefeuille, Malone se met immédiatement à sa poursuite, mettant l'aéroport sens dessus-dessous, mais il est arrêté par la police philippine. Tout au long de son séjour, il sera rejoint par le lieutenant Mc Call, un policier britannique qui utilise des méthodes beaucoup plus calmes et plus disciplinées. À la recherche du portefeuille volé, ils finiront impliqués dans un complot terroriste...

## Fiche technique
Sauf indication contraire, les informations mentionnées dans cette section peuvent être confirmées par la base de données cinématographiques IMDb,  présente dans la section « Liens externes ».
- Titre français : Black Cobra 2[1]
- Titre original italien : Senza tregua ou The Black Cobra 2[2]
- Titre original anglais : The Black Cobra 2
- Réalisation : Edoardo Margheriti
- Scénario : Paul Costello, Edoardo Margheriti
- Photographie : Guglielmo Mancori
- Montage : Alessandro Lucidi (it)
- Effets spéciaux : Guy Naelgas
- Musique : Aldo Salvi (it)
- Décors : Joey Luna
- Sociétés de production : Immagine S.r.l.
- Pays de production :  Italie
- Langue originale : anglais
- Format : Couleurs - 1,66:1 - Son Dolby - 35 mm
- Genre : Action
- Durée : 87 minutes (1 h 27[2])
- Date de sortie :
  - Japon : 16 décembre 1989
  - France : 30 septembre 1992[1]

## Distribution
- Fred Williamson : Robert Malone
- Nicholas Hammond : Mc Call
- Emma Hoagland : Peggy
- Najid Jadali : Asad
- Edward Santana : Capitaine Marton